# Teenage Mutant Hero Turtles (Zeichentrickserie)
Teenage Mutant Hero Turtles (Originaltitel: Teenage Mutant Ninja Turtles) ist eine US-amerikanische Zeichentrickserie, die auf den gleichnamigen Comics von Kevin Eastman und Peter Laird basiert.

## Entstehung
Die Popularität der Comicvorlage in den späten 1980er-Jahren führte dazu, dass Fernsehsender den Turtles-Erfindern Eastman und Laird anboten, eine Zeichentrickserie auf der Basis ihrer Charaktere zu produzieren. Eastman und Laird willigten ein, wussten aber noch nicht, wie viele Kompromisse sie bis zur Ausstrahlung der Serie eingehen mussten. Die Atmosphäre des Erwachsenencomics, in dem Blut floss und geflucht wurde, wurde kindgerecht aufbereitet und war bunter und harmloser, als die Erfinder es sich vorgestellt hatten. Dennoch, oder gerade deswegen, wurde die Serie ein großer Erfolg. Als die Zeichentrickserie Teenage Mutant Ninja Turtles auch in Großbritannien in das Fernsehprogramm aufgenommen werden sollte, wurde das Wort Ninja durch Hero (engl. f. Held) ausgetauscht, da man der Meinung war, dass das Wort Ninja nicht in ein Kinderprogramm passe. Somit musste das gesamte Turtles-Merchandising für Großbritannien und (vermutlich) auch das restliche Europa umbenannt werden. Weitere Folge der lokalen britischen Gesetze war, dass Michelangelos Nunchaku, seine Waffe, entfernt wurde und später, nachdem diese niemals zum Einsatz kam, durch eine andere Waffe (ein Seil mit einem Wurfanker) ersetzt wurde.

## Inhalt
Die Serie handelt von vier mutierten Schildkröten, die in der Kanalisation New Yorks leben. Die vier Turtles werden von dem zu einer Ratte mutierten Hamato Yoshi, der sich nun Splinter nennt, in der fernöstlichen Kampfkunst Ninjutsu unterrichtet. Splinter spielt dabei eine Art Vaterfigur. Den einzigen unverdeckten Kontakt zur Oberfläche halten die fünf mit einer Fernsehreporterin namens April O’Neil, später auch mit deren Kollegin Irma und einem Mann namens Casey Jones. Die vier Schildkröten ernähren sich vorzugsweise von Pizza.
Jede der vier Hauptfiguren besitzt einen bestimmten Charakterzug. So ist Leonardo der Anführer, Donatello der Denker, Raphael der Draufgänger und Michelangelo der Komiker. Die Turtles unterscheiden sich weiter durch die Farbe der Gesichtsmasken (in den Original-Comics trugen allerdings alle Turtles rote Gesichtsmasken), den grünen Ton ihrer Hautfarben und ihre Waffen. Leonardo trägt eine blaue Gesichtsmaske und kämpft mit zwei Katana, Donatello trägt Lila und verteidigt sich mit einem Bō (Schlagstock), Raphael zeichnet sich durch seine rote Gesichtsmaske und seine Sai aus, Michelangelo trägt Orange und benutzt Nunchaku, bzw. ab Staffel 4 einen Greifhaken. Allen gemeinsam ist ihr charakteristischer Schlachtruf „Cowabunga!“.
Die Gegenspieler der Turtles sind Oroku Saki, ein ehemaliger Schüler Yoshis, der sich jetzt Shredder nennt, und Krang, ein Außerirdischer aus der Dimension X. Unterstützt werden die beiden von den Fuß-Soldaten, Roboter-Versionen des Foot-Clans, aus dem Yoshi und Saki stammen, sowie von Bebop und Rocksteady, zwei Straßenschlägern, die Shredder in ein Nashorn (Rocksteady) und ein Warzenschwein (Bebop) mutiert hat. Immer wieder tauchen auch andere, meist ebenfalls mutierte Gegenspieler auf.
Weitere gelegentliche Widersacher der Turtles sind unter anderem Baxter Stockman, ein genialer Wissenschaftler und Erfinder der Rattenfänger-Roboter, welcher aber von Krang in einen Fliegenmutanten verwandelt wurde, der Rattenkönig, ein in der Kanalisation lebender Mensch, der mit den Ratten sprechen kann und diese unter seiner Kontrolle hat, Lederkopf, ein mutierter Alligator aus Florida, Slash, die mutierte Hausschnappschildkröte von Bebop und Rocksteady und Tempestra, eine zum Leben erwachte Videospielfigur, die die Welt zerstören will.
In den letzten drei Staffeln der Serie wurden drastische Änderungen durchgeführt: der Himmel wurde rot, die Turtles kämpften nur noch nachts gegen das Verbrechen und auch Shredder wurde als Erzfeind der Turtles durch Lord Dregg ersetzt.

## Charaktere
- Leonardo (Blaues Bandana): Kämpft mit zwei Katana-Schwertern und ist der Anführer der vier Turtles.
- Donatello (Violettes Bandana): Kämpft mit dem Bō und ist der intelligenteste unter seinen Brüdern.
- Raphael (Rotes Bandana): Kämpft mit zwei Sai und ist nie um einen Spruch verlegen.
- Michelangelo (Oranges Bandana): Kämpft mit zwei Nunchaku und ab der vierten Staffel einem Enterhaken.
- Splinter: Der Sensei der Turtles, welcher sie in der Kampfkunst Ninjutsu unterrichtet. Er war ursprünglich ein Mensch, wurde aber von Shredder in eine Ratte verwandelt.
- April O’Neil: Eine rothaarige Fernsehreporterin von Kanal 6 und Kontaktperson der Turtles zur Oberwelt.
- Die Neutrinos Dask, Kala und Zak: Teenager aus der Dimension X, welchen die Turtles in ihrem Kampf gegen Krangs Krieger gelegentlich zur Seite stehen.
- Shredder: Erzfeind der Turtles und Anführer des Foot-Clans. Bevor er von Japan nach Amerika reiste, war er als Oroku Saki bekannt.
- Krang: Der hochintelligente Herrscher der Dimension X, welcher sein Dasein als körperloses Gehirn fristet.
- Bebop und Rocksteady: Shredders Schergen, welche ursprünglich Menschen waren, aber von ihm in ein Warzenschwein und Nashorn verwandelt wurden.
- Shredders Schurkengalerie:
  - Der Rattenkönig: Ein unbekannter Krieger, der in der Kanalisation von New York City mit seiner Rattenarmee lebt.
  - Lederkopf: Ein mutierter Alligator aus Florida und Kopfgeldjäger.
  - Slash: Die Hausschildkröte von Bebop und Rocksteady, welche ursprünglich deren Hausarbeit verrichten sollte, sich aber dazu entschlossen hat New York zu vernichten.
  - Tempestra: Eine zum Leben erwachte Videospielfigur, die das Wetter kontrollieren kann.
  - Chromdom: Shredders selbstgebauter, (fast) unzerstörbarer Androidenkrieger.
- Baxter Stockman: Ein Erfinder und Scherge von Shredder, welcher die Rattenfängerroboter gebaut hat, bevor er in eine Fliege verwandelt wurde. Im Gegensatz zu allen anderen Versionen im Franchise wird er hier nicht als Afro-Amerikaner, sondern als Weißer dargestellt.
- General Traag: Krangs rechte Hand aus der Dimension X und Anführer der Steinsoldaten.
- C.H.A.O.S.: Eine Truppe von Mutanten aus der Zukunft, die die Menschheit in Mutanten verwandeln möchte. Ihr Anführer ist Titanus.
- Lord Dregg: Ein Kriegsherr aus dem Weltraum, welcher sich zum Ziel gesetzt hat, die Erde zu erobern und die Turtles zu vernichten.
- Don Turtelli: Ein Mafiaboss, der seine Opfer mit einer Feder an den Fußsohlen kitzelt, um Informationen von ihnen zu bekommen.

## Andere Adaptionen
Aufgrund der anhaltenden Popularität der Serie in Japan wurde in den Jahren 1996 und 1997 eine OVA-Serie produziert, die als Promotion für eine neue Spielzeugreihe gedacht war. Von dieser Serie namens Mutant Turtles: Chōjin Densetsu-hen wurden allerdings nur zwei Folgen fertiggestellt, obwohl die Handlung die Möglichkeit einer Fortsetzung beinhaltete. Diese Serie benutzte zwar die 1987er Designs der meisten Hauptcharaktere (mit Ausnahme des Shredders), ist aber in der Handlung völlig unabhängig von ihrem amerikanischen Vorbild und vermischt das generelle Design mit Elementen des Animes.
Im Jahr 2009 produzierte 4kids Entertainment in Zusammenarbeit mit den Mirage Studios, anlässlich des 25. Jubiläum der Teenage Mutant Ninja Turtles, den Fernsehfilm Teenage Mutant Ninja Turtles: Turtles Forever, welcher ein Crossover zwischen den Hero Turtles, den original Mirage Comic Turtles und den neuen Turtles ist. In der Handlung der Originalserie ist er während der ersten sieben Staffeln anzusiedeln, da das Technodrom nach wie vor auf der Erde ist, das Kanal-6-Gebäude noch in New York steht und auch Lord Dregg oder Titanus, die Schurken in den Staffeln acht bis zehn, noch nirgends zu sehen sind oder gar erwähnt werden.

## Synchronisation
Die deutsche Synchronfassung der ersten sieben Staffeln wurde von Video & Sound Studios Hamburg erstellt, dabei führte Dieter B. Gerlach Synchronregie und erstellte das Dialogbuch. Für die letzten drei Staffeln wurde die Synchronisation nach München verlegt, wo das FFF Grupe Studio diese übernahm, für die Synchronregie und das Dialogbuches war Bodo Grupe verantwortlich. Das Titellied der ersten sieben Staffeln in der deutschen Fassung wurde von Frank Zander gesungen.
| Rolle                   | Englischer Synchronsprecher | Deutscher Synchronsprecher | Auftritt                            |
| Die Turtles             | Die Turtles                 | Die Turtles                | Die Turtles                         |
| ----------------------- | --------------------------- | -------------------------- | ----------------------------------- |
| Leonardo                | Cam Clarke                  | Wolfgang Jürgen            | Staffel 1–7                         |
| Leonardo                | Cam Clarke                  | Manou Lubowski             | Staffel 8–10                        |
| Donatello               | Barry Gordon                | Rainer Schmitt             | Staffel 1–2, 4–5                    |
| Donatello               | Greg Berg                   | Rainer Schmitt             | Staffel 3                           |
| Donatello               | Barry Gordon                | Oliver Rohrbeck            | Staffel 6–7                         |
| Donatello               | Barry Gordon                | Philipp Moog               | Staffel 8–10                        |
| Raphael                 | Rob Paulsen                 | Boris Tessmann             | Staffel 1 bis 7                     |
| Raphael                 | Thom Pinto                  | Boris Tessmann             | Staffel 3                           |
| Raphael                 | Hal Rayle                   | Boris Tessmann             | „Ferien in Europa“-Staffel          |
| Raphael                 | Rob Paulsen                 | Oliver Mink                | Staffel 8–9                         |
| Raphael                 | Michael Gough               | Oliver Mink                | Staffel 10                          |
| Michelangelo            | Townsend Coleman            | Lutz Schnell               | Staffel 1–7                         |
| Michelangelo            | Townsend Coleman            | Marc Stachel               | Staffel 8–10                        |
| Freunde der Turtles     |                             |                            |                                     |
| Hamato Yoshi / Splinter | Peter Renaday               | Harald Pages               | Staffel 1–7                         |
| Hamato Yoshi / Splinter | Townsend Coleman            | Harald Pages               | Staffel 5                           |
| Hamato Yoshi / Splinter | Peter Renaday               | Hans Sievers               | In der Folge „Im Reich der Saurier“ |
| Hamato Yoshi / Splinter | Peter Renaday               | Karl-Heinz Krolzyk         | Staffel 8–10                        |
| April O’Neil            | Renae Jacobs                | Marion von Stengel         | Staffel 1–7                         |
| April O’Neil            | Renae Jacobs                | Bettina Kenter             | Staffel 8–10                        |
| Irma Langinstein        | Jennifer Darling            | Traudel Sperber            | Staffel 2–7                         |
| Irma Langinstein        | Jennifer Darling            | Nicola Grupe               | Staffel 8                           |
| Vernon Fenwick          | Pat Fraley                  | Rainer Schmitt             | Staffel 1                           |
| Vernon Fenwick          | Peter Renaday               | Rainer Schmitt             | Staffel 2–5                         |
| Vernon Fenwick          | Peter Renaday               | Holger Mahlich             | Staffel 6–7                         |
| Vernon Fenwick          | Peter Renaday               | Staffel 8                  |                                     |
| Burne Thompson          | Pat Fraley                  |                            | Staffel 1–7                         |
| Burne Thompson          | Townsend Coleman            | Staffel 3                  |                                     |
| Burne Thompson          | Pat Fraley                  | Michael Gahr               | Staffel 8                           |
| Zach Bruce              | Rob Paulsen                 | Björn Gebauer              | Staffel 3–7                         |
| Kala                    | Tress MacNeille             | Saskia Weckler             | Staffel 1–4                         |
| Zak                     | Pat Fraley                  | Björn Schalla              | Staffel 1–4                         |
| Dask                    | Thom Pinto                  | Tammo Kaulbarsch           | Staffel 1–4                         |
| Carter                  | Bumper Robinson             | Benedikt Weber             | Staffel 9–10                        |
| Schurken                |                             |                            |                                     |
| Oroku Saki / Shredder   | James Avery                 | Rüdiger Schulzki           | Staffel 1–7                         |
| Oroku Saki / Shredder   | Dorian Harewood             | Rüdiger Schulzki           | Staffel 3                           |
| Oroku Saki / Shredder   | Jim Cummings                | Rüdiger Schulzki           | Staffel 5–7                         |
| Oroku Saki / Shredder   | Townsend Coleman            | Rüdiger Schulzki           | „Ferien in Europa“-Staffel          |
| Oroku Saki / Shredder   | William E. Martin           | Thomas Albus               | Staffel 8 & 10                      |
| Krang                   | Pat Fraley                  | Achim Schülke              | Staffel 1–7                         |
| Krang                   | Townsend Coleman            | Achim Schülke              | Staffel 3                           |
| Krang                   | Pat Fraley                  | Tonio von der Meden        | Staffel 8 & 10                      |
| Rocksteady              | Cam Clarke                  | Dieter B. Gerlach          | Staffel 1–7                         |
| Rocksteady              | Cam Clarke                  | Christoph Jablonka         | Staffel 8                           |
| Bebop                   | Barry Gordon                | Gerhard Marcel             | Staffel 1–7                         |
| Bebop                   | Greg Berg                   | Gerhard Marcel             | Staffel 3                           |
| Bebop                   | Barry Gordon                | Karl-Heinz Krolzyk         | Staffel 8                           |
| Baxter Stockman         | Pat Fraley                  | Günter Lüdke               | Staffel 1–7                         |
| Rattenkönig             | Townsend Coleman            | Manfred Reddemann          | Staffel 3–7                         |
| Rattenkönig             | Townsend Coleman            | Frank Röth                 | Staffel 8                           |
| Lederkopf               | Jim Cummings                | Gottfried Kramer           | Staffel 3–6                         |
| Lederkopf               | Peter Renaday               | Gottfried Kramer           | Staffel 7                           |
| Lord Dregg              | Tony Jay                    | Michael Gahr               | Staffel 9–10                        |

## DVD-Veröffentlichungen
Die deutschen DVDs werden durch KSM vertrieben. Dabei wurden zuerst die Folgen 170 bis 193 auf fünf Einzel-DVDs, später im Sammelschuber, ohne ungeschnittene US-Fassung veröffentlicht. Später folgten die ersten 25 Folgen in einer neuen Box, inklusive der ungeschnittenen US-Fassung.
Nach dem Erfolg der neuen DVD-Box kündigte KSM zwei weitere DVD-Boxen zur Serie an.
Nachdem bereits die ersten drei Boxen mit den ersten 80 Folgen der Serie veröffentlicht wurden, hat KSM bekannt gegeben, dass noch die restlichen Folgen der Serien in weiteren Boxsets veröffentlicht werden. Zusätzlich wird eine Neuauflage zu Box 1 am 19. September 2011 mit weniger Disks als die Erstauflage veröffentlicht.
| Name           | Veröffentlichung              | Kurzinformationen | Disks  | FSK          |
| -------------- | ----------------------------- | --- | ------ | ------------ |
| Disk 1         | 7. Mai 2007                   | Enthält die ersten fünf Folgen der achten Staffel, nur mit deutschem Ton. | 1      | Ab 6 Jahren  |
| Disk 2         | 7. Mai 2007                   | Enthält die restlichen drei Folgen der achten Staffel und die ersten zwei der neunten, nur mit deutschem Ton. | 1      | Ab 6 Jahren  |
| Disk 3         | 17. August 2007               | Enthält fünf weitere Folgen der neunten Staffel, nur mit deutschem Ton. | 1      | Ab 6 Jahren  |
| Disk 4         | 17. August 2007               | Enthält die letzte Folge der neunten Staffel und die ersten vier der zehnten, nur mit deutschem Ton. | 1      | Ab 6 Jahren  |
| Disk 5         | 17. August 2007               | Enthält die restlichen vier Folgen der zehnten und letzten Staffel, nur mit deutschem Ton. | 1      | Ab 6 Jahren  |
| DVD Collection | 26. Juli 2007                 | Gesamtausgabe der vorhergehenden DVDs. | 5      | Ab 6 Jahren  |
| DVD-Box 1      | 12. März 2009 19. Sept. 2011* | Enthält die ersten 25 Folgen (Staffel 1, Staffel 2 sowie die ersten sieben Folgen aus Staffel 3). Enthält deutschen sowie englischen Ton inkl. ungeschnittener Fassungen.                                                                           | 5 / 3* | Ab 12 Jahren |
| DVD-Box 2      | 3. Mai 2010                   | Enthält weitere 25 Folgen der dritten Staffel der Serie in chronologischer Reihenfolge. Enthält deutschen sowie englischen Ton inkl. ungeschnittener Fassungen.                                                                                     | 5      | Ab 6 Jahren  |
| DVD-Box 3      | 12. Juli 2010                 | Enthält die verbleibenden 15 Folgen der dritten Staffel, zwei weitere Folgen der vierten Staffel und die komplette Ferien-in-Europa-Staffel in chronologischer Reihenfolge. Enthält deutschen sowie englischen Ton inkl. ungeschnittener Fassungen. | 6      | Ab 6 Jahren  |
| DVD-Box 4      | 17. Oktober 2011              | Enthält 30 weitere Folgen der vierten Staffel in chronologischer Reihenfolge. Enthält deutschen Ton, sowie englischen Ton inkl. ungeschnittener Fassungen.                                                                                          | 6      | Ab 12 Jahren |
| DVD-Box 5      | 5. Dezember 2011              | Enthält die verbliebenen sieben Folgen der vierten Staffel, alle 22 Folgen der fünften sowie die erste der sechsten Staffel in chronologischer Reihenfolge. Enthält deutschen sowie englischen Ton inkl. ungeschnittener Fassungen.                 | 6      | Ab 6 Jahren  |
| DVD-Box 6      | 20. Februar 2012              | Enthält die verbleibenden Folgen der sechsten sowie alle Folgen der siebten Staffel in chronologischer Reihenfolge. Enthält deutschen Ton, sowie englischen Ton inkl. ungeschnittener Fassung.                                                      | 6      | Ab 12 Jahren |

* Neuauflage

## Trivia
- Das Technodrom, die mobile Basis von Shredder und Krang, ändert seinen Standpunkt fast jede Staffel:

- In der ersten Staffel befindet es sich unter New York City.
- In der zweiten Staffel befindet es sich in der Dimension X, der Heimatdimension von Krang.
- In der dritten Staffel ist das Technodrom ohne Energie am Erdkern gestrandet.
- In der vierten Staffel und der „Europa-Sideseason“ ist das Technodrom mit schweren Schäden auf einem Asteroiden in der Dimension X.
- In der fünften Staffel steckt es am Nordpol im Eis fest.
- In der sechsten und siebten Staffel befindet es sich am Boden des Arktischen Ozeans.
- In der achten Staffel ist das Technodrom in der Dimension X, während Shredder, Krang, Bebop und Rocksteady auf der Erde gestrandet sind.
- In der neunten und dem Großteil der zehnten Staffel sieht und hört man nichts mehr vom Technodrom. Erst in der letzten Folge holen sich Donatello und Michelangelo Krangs Androidenkörper aus dem verlassenen Technodrom, welches in der Dimension X mittlerweile von verschiedenen Mutanten bewohnt wird.

- Am Ende von Staffel 7, als das Technodrom in die Dimension X gezogen wird, flüchtet Krang in seinem Androidenkörper vor den Turtles. Am Anfang der achten Staffel hat er allerdings seinen „Bubble-Walker“, welcher eigentlich im verschollenen Technodrom sein sollte, aber nicht mehr seinen Androidenkörper.
- Ab der achten Staffel wurde die Serie komplett überarbeitet. Das gesamte Setting ist nun um einiges ernster, die Turtles ziehen nur noch bei Nacht durch New York City. Auch Shredder wurde am Ende der achten Staffel als Erzfeind der Turtles von Lord Dregg abgelöst. Erst in der zehnten Staffel kehrt er in 3 Episoden zusammen mit Krang zurück.
- Das Schicksal von Bebop und Rocksteady wurde in der Serie nie aufgelöst. Sie verschwanden von einer Staffel auf die andere.